# كلية الطب البيطري بجامعة ولاية كارولينا الشمالية
كلية الطب البيطري بجامعة ولاية كارولينا الشمالية (بالإنجليزية: North Carolina State University College of Veterinary Medicine)‏ هي مؤسسة تعليمية أمريكية تقع في رالي، كارولاينا الشمالية تقدم برامج لدرجة الماجستير والدكتوراه؛ البحث متعدد التخصصات في مجموعة من مواضيع الطب البيطري والمقارن من خلال المراكز والمعاهد والبرامج والمختبرات والمشاركة الخارجية من خلال برامج وأنشطة الخدمة العامة.

## مستشفى ولاية كارولينا الشمالية البيطري
تقدم الكلية الخدمات الطبية البيطرية لجمهور مالكي الحيوانات في 18 عيادة متخصصة بالمستشفى البيطري. يتم تشخيص وعلاج حوالي 23000 حالة من حيوانات الرفقة والخيول في المقام الأول في مركز راندال تيري جونيور الطبي البيطري للحيوانات الأليفة ومركز الصحة البيطرية والمستشفى البيطري للخيول والمزارع والخدمات الميدانية كل عام.
قام أطباء المستشفى بدور رائد في الزرعة السريرية للنخاع العظمي للكلاب والزرع الجراحي العظمي لأطراف اصطناعية مخصصة للكلاب والقطط.

## أكاديميون
تقع الكلية في الحرم الجامعي الطبي لجامعة ولاية نورث كارولاينا (جزء من مجمع الحرم المئوي) وتتكون الكلية من ثلاثة أقسام:
- قسم العلوم السريرية، [3]
- قسم العلوم الطبية الحيوية الجزيئية، [4]
- قسم صحة السكان وعلم الأحياء المرضي.[5] تضم الكلية هيئة تدريس تتكون من حوالي 155 برنامج و400 من أعضاء هيئة التدريس وتضم أكثر من 300 طالب دكتوراه في الطب البيطري (DVM) و 80 من طلاب الدراسات العليا و 75 متدربًا ومقيمًا.

تشمل الدرجات الأكاديمية التي تقدمها الكلية:
- دكتور في الطب البيطري
- ماجستير في العلوم / دكتور علوم في العلوم الطبية الحيوية المقارنة (تشمل : بيولوجيا الخلية والأمراض المعدية والمناعة وعلم الأعصاب وعلم الأمراض وعلم الأدوية وطب السكان)
- ماجستير العلوم / دكتور علوم في المصايد والحياة البرية وبيولوجيا الحفظ
- ماجستير الصحة العامة البيطرية
- الجمع بين DVM / MBA
- دمج DVM / دكتوراه

هناك ستة مجالات رئيسية للتكوين في الكلية: الطب الحيوانات المرافقة وطب الإمدادات الغذائية والبحوث الطبية الحيوية وصحة النظام الإيكولوجي وطب الخيول ورفاهية الحيوان. من خلال هذه المجالات تعد الكلية الجيل القادم من الأطباء البيطريين والعلماء البيطريين وتقوم بإجراء البحوث والبحوث السريرية لدعم صحة الحيوان والبشر وتعالج قضايا النظام البيئي والصحة العامة وتساعد على حماية الإمدادات الغذائية الأمريكية وتعزز تقدير الرابط المتغير حيوان إنسان.
تحتل الكلية حاليًا المركز الثالث في تصنيف يو إس نيوز آند وورد ريبورت من بين 28 كلية للطب البيطري في الولايات المتحدة 

## ابحاث
الهدف العام لبرنامج البحث بالكلية هو توفير حلول للمشكلات ذات الأهمية الخاصة لكارولينا الشمالية ومعالجة المشاكل ذات الأهمية للمجتمع ككل.
أحد مكونات هذه الأنشطة البحثية هو مركز الطب المقارن والبحث التحويلي (CCMTR) ويضم أكثر من 100 عالم يشاركون في دراسات تعاونية مع باحثين حكوميين وخاصين وأكاديميين آخرين لتعزيز المعرفة والتطبيقات العملية التي تحسن صحة الحيوان والبشر. يحتوي مركز الطب المقارن والبحث التحويليعلى ثمانية نوى بحثية
- أمراض الحساسية
- الإحصاء الحيوي
- علم الجينوم الإكلينيكي
- علم الأعصاب المقارن
- الأمراض الناشئة والأمراض الحيوانية
- فسيولوجيا الغشاء المخاطي
- الأورام
- الخلايا الجذعية 
ويركز على نقل المعرفة من المختبر إلى المريض السريري، مع التركيز على الأمراض الشائعة بين الحيوانات والبشر.

## المباني والمرافق
تقع كلي الطب البيطرية بجامعة ولاية كارولينا الشمالية على 180 أكر (0.73 كـم2) الحرم الجامعي الطبي الحيوي الذي يقع غرب الحرم الجامعي الرئيسي لولاية نورث كارولاينا وجزء من مجمع البحوث بالجامعة ومجمع الحرم الجامعي. يتكون الحرم الجامعي من 20 مبنى بما فيها مبنى أبحاث كلية الطب البيطري على 100,000 قدم مربع (9,300 م2) منشأة حيث تتم بحوث في علوم الجينوم والعلاج الجيني وتطوير اللقاحات والعلاج المناعي للسرطان والبحث الجيني. مركز راندال تيري جونيور للطب البيطري. اكتملت المزرعة العاملة في أواخر عام 2010 وتتربع على مساحة 110,000 قدم مربع (10,000 م2) أي أكثر من ضعف حجم المستشفى التعليمي البيطري الحالي وهي وحدة تعليم الحيوان وتقع مباشرة في حرم الكلية على بعد خطوات قليلة من قاعات المحاضرات والمختبرات.

## زرع النخاع العظمي للكلاب
إن جامعة ولاية كارولينا الشمالية ليست المدرسة الأولى التي تقوم بعملية زرع النخاع العظمي للكلاب ولكنها الأولى التي تجريها في بيئة أكاديمية سريرية. يأملون أن يقوموا يومًا ما بإعداد سجل نخاع العظام للكلاب بالإضافة إلى المتبرعين الخيريين الذين سيساعدون مالكي الكلاب في تكلفة الإجراء. هناك العديد من المنظمات التي تقدم التمويل لعملية زرع النخاع العظمي للكلاب في جامعة ولاية نورث كارولاينا.